# Samarate
Samarate är en ort och kommun i provinsen Varese i regionen Lombardiet i Italien. Kommunen hade 16 125 invånare (2018).